# 野良黑
《野良黑》（香港電視台譯小黑炭）是田河水泡創作的日本漫畫，自1931到1941年間，於講談社旗下雜誌《少年俱樂部》連載；二戰後改連載於潮書房旗下雜誌《丸》，至1981年結束；隨後該作於田河擔任編輯的《漫畫雜誌TRUNK》繼續連載。1989年田河逝世，創作權交棒給田河徒弟「野良黑三人組」的山根青鬼、山根赤鬼與永田竹丸。《野良黑》是最早以單行本形式重製發行的日本漫畫之一，並有電視動畫、動畫電影等諸多延伸作。
本作的電視動畫兩作都曾經在香港播放過，第一作由麗的電視中文台播放，第二作由無視電視翡翠台播放。
《野良黑》的故事背景，取材自作者田河1919-1922年於大日本帝國陸軍服役的經驗。主角「野良黑」是一隻擬人化的黑白色米克斯犬。牠本是出身卑賤的孤兒，但透過加入「猛犬聯隊」奮勇作戰，成為國民英雄。野良黑的形象借鑒自美國知名動畫腳色菲力貓，名稱則是融合「野良犬」(日語: 流浪狗)與「黑吉」(常見的日本狗名)二字。
作為帶有日本軍國主義色彩的作品，《野良黑》在海外知名度不高，但卻影響不少國際知名的戰後日本漫畫家，如《海螺小姐》作者長谷川町子(曾任田河助手)與《鋼之煉金術士》作者荒川弘，都直接或間接受到該作的啟發。

## 劇情

### 《少年俱樂部》連載期間
原為孤兒的流浪狗野良黑以二等兵的身分加入「猛犬聯隊」抵禦外敵。即使因笨拙時常闖禍，但牠屢敗屢戰、堅忍不懈，獲得同僚與長官的青睞，最後官拜上尉，光榮退役。
此時期的《野良黑》順應日本軍國主義的政治宣傳，美化戰爭，歌頌戰爭英雄，並以各方動物勢力暗指國際情勢，如狗象徵日本與朝鮮、山羊象徵蒙古、綿羊象徵滿州國；作為敵人的熊與豬則象徵蘇聯和中華民國。劇情著重於戰爭描寫，但沒有任何角色死亡。

### 《丸》連載期間
此時期的野良黑作為後備役隊長再次受召，以連長的身分訓練新兵。故事背景為戰間期，但與《少年俱樂部》時期不同，不再浪漫化戰爭，而是加入在故鄉盼望野良黑平安的情人、角色戰死、軍隊因物資匱乏解散、以及無仗可打而被迫改行的猛犬聯隊士兵難以融入社會等寫實劇情，反映日本的戰後價值觀。退役的野良黑嘗試各種職業，最後成為咖啡店店主，與情人結婚生子。劇情最終以「牠再也不是流浪狗」作結。

## 外部連結
- Norakuro-kun at Studio Pierrot
- Norakuro-kun at Studio Pierrot （日語）
- 大卡通上《Norakuro Kun 》的資料
- Norakuro (1970 TV series)（動畫）在動畫新聞網百科全書中的資料（英文）
- Norakuro-kun (1987 TV series)（動畫）在動畫新聞網百科全書中的資料（英文）